# 磯田謙雄
磯田謙雄（日语：／ Isoda Norio，1892年5月6日—1974年8月16日），出生於日本石川縣金澤市士族家庭，1918年7月於東京帝國大學土木工學科畢業之後，旋即赴臺灣總督府土木局任職，展開長達近29年在臺勤務的歲月。在台灣日治時期參與水利工程建設，以在臺中新社建造白冷圳聞名，有「白冷圳之父」的美譽。

## 求學經歷
中學時代就讀石川縣立第一中學，明治四十四年（1911年）7月進入金澤第四高等學校（通稱四高）二部甲類（三年制大學預科，後來的理科甲組），1914年畢業後，進入東京帝國大學土木工學科就讀，大正七年（1918年）7月畢業。

## 在台任職
1918年8月，磯田謙雄初至臺灣時，即入住同鄉八田與一位於臺北西門町的住處，因受到八田與一非常多的照顧，二人有著同鄉與學長學弟的深厚情誼。1919年，磯田謙雄參與八田與一嘉南大圳的測量及調查工作；渡臺一年後，即大正九年（1920年）9月便從技手升任技師，任職於土木局土木課監察係（股），開始至臺灣各地參與各項工程建設，包括1923年擔任八塊厝中壢附近埤圳第三、四號隧道災害復原工事主任；1924年轉調南部，一年後（1925年6月）擔任臺南州內務部土木課長，並於同年7月至嘉義埤子頭測量飛行場，11月起擔任新高新登山路探險隊隊員，入山進行探勘；1926年探勘關廟旗山間新道路；1927年勘查嘉義水道擴張計畫工程等，同年回任總督府內務局土木課，隨後加入河川調查委員會，隔年（1928年）因大南庄蔗苗養成所之設置而須進行導水路設計，因而促使磯田謙雄擔任臺中州灌溉工事導水路工事主任（即白冷圳）之機會，進行長達3年6個月的白冷圳興建工程。1934年至1936年間，奉命出差至香港、澳門、埃及、歐洲各國及美國進行考察，回臺後，立即被派任新竹頭前溪大治水工事主任等；1939年轉任興亞院技師廈門聯絡部勤務，1942年再返回臺灣總督府赴任，日治末期，他的職級升至勅任官，已是總督府技師中的最高待遇。戰後大部分的日本官民被遣送回日，磯田被臺灣省農林處留任，任農田水利局工程師整編日治時期之農林文獻，直至1947年6月才返回日本；返日後，在金澤農地事務局擔任顧問，後則轉至實業界。